# Mezdreia, Montana
Mezdreia (în bulgară Мездрея) este un sat în comuna Berkovița, regiunea Montana,  Bulgaria. 

## Demografie
Componența etnică a satului Mezdreia
     Nicio identificare (1,83%)
     Bulgari (94,03%)
     Romi (4,12%)
     Turci (0%)
La recensământul din 2011, populația satului Mezdreia era de 218 locuitori. Din punct de vedere etnic, majoritatea locuitorilor (94,03%) erau bulgari, cu o minoritate de romi (4,12%). Pentru 1,83% din locuitori nu este cunoscută apartenența etnică.